# Paolo Fregoso
Paolo Fregoso (Genova, 1430 – Roma, 22 marzo 1498) è stato un cardinale e arcivescovo cattolico italiano, arcivescovo di Genova e doge della Repubblica di Genova per tre mandati; storicamente fu l'unico caso di persona ricoprente due cariche, diverse, nello stesso frangente.
Viene ricordato per aver istituito a Genova la festa di precetto della Decollazione di San Giovanni Battista e l'istituzione ligure del Monte di Pietà grazie alla collaborazione con il beato Angelo Carletti.

## Biografia

### Vita ecclesiastica
Figlio del doge Battista Fregoso - quest'ultimo eletto nel 1437 - e di Ilaria Guinigi, è ricordato dalle memorie storiche come "figura sinistra" nel panorama politico e religioso genovese, tanto che alcuni storici misero in dubbio la sua reale vocazione religiosa suffragata tra l'altro dalla nascita di ben cinque figli.

Nonostante la sua grande passione per la politica, soprattutto quella in ambito genovese dove la sua famiglia salì più volte al potere dogale, fu il pontefice Niccolò V, nativo della cittadella del levante ligure di Sarzana, che convinse con la sua dottrina religiosa Paolo ad intraprendere gli studi ecclesiastici che compì a Pavia.
Terminati gli studi fu nominato canonico del capitolo della cattedrale Nostra Signora Assunta di Savona il 23 luglio del 1448; trasferitosi a Sestri Ponente nel 1451, presso l'abbazia cistercense di Sant'Andrea, venne nel 1453 eletto abate dello stesso complesso. Grazie all'espressiva richiesta di suo fratello Pietro Fregoso, doge in carica, riuscì ad insediarsi così in breve tempo nel panorama religioso della Genova medievale con la successiva nomina, il 7 febbraio del 1453 e a soli ventisei anni, a nuovo arcivescovo dell'arcidiocesi di Genova. Ricevette inoltre nel 1470 la nomina di abate commendatario del monastero di San Bernardo di Fontevivo nel parmense.
Nominato cardinale a Roma nel 1480, ricevette il titolo cardinalizio di Sant'Anastasia fino al 1489. Nella città papale attrezzò per Genova ventuno navi - partite da Civitavecchia - e fu ricevuto dal papa Sisto IV nel concistoro pubblico. Nel suo mandato "religioso" fu nominato come ammiraglio della Santa Sede a capo di una spedizione navale, alleata con la flotta navale napoletana di Ferdinando I di Napoli, dal pontefice Sisto IV contro la flotta turca ad Otranto (Battaglia di Otranto).
Si dimise dalla carica arcivescovile e cardinalizia il 13 febbraio del 1495. Nuovamente eletto vescovo dell'arcidiocesi genovese il 29 luglio 1496 conservò la carica ecclesiastica fino alla morte avvenuta il 22 marzo del 1498.

### Vita politica

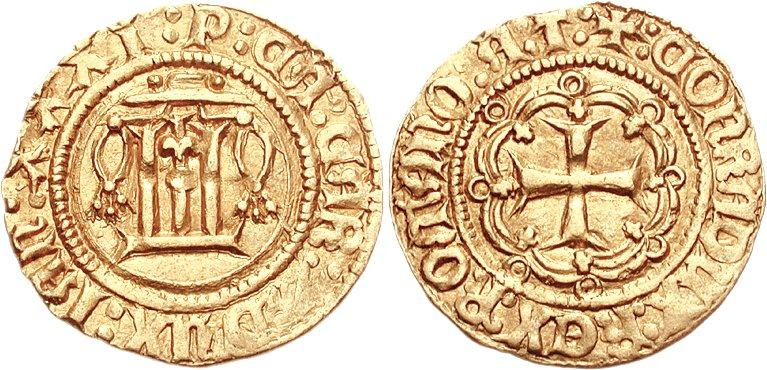
Ducato di Paolo di Campofregoso coniato tra il 1483 e il 1488

Più turbolenta e in alcuni casi violenta fu invece la vita politica di Paolo Fregoso che, in ben tre diversi momenti, riuscì a salire alla massima carica repubblicana contrastando, tra l'altro, alcuni componenti a lui vicini della sua famiglia - in primis il cugino e doge Lodovico Fregoso - e la stessa popolazione genovese. Fu infatti Lodovico a lasciare il proprio mandato in favore del cugino il 14 maggio del 1462. Il dogato fu sì relativamente molto breve, quasi quindici giorni, ma di grande importanza storica in quanto Paolo Fregoso divenne in quel breve periodo a capo sia del potere spirituale, grazie alla nomina arcivescovile, sia di quello temporale poiché mantenne ambe le cariche su Genova e Liguria; secondo le fonti storiche tale nomina fu approvata da papa Pio II.
Dopo la settimanale carica governativa del Governo di quattro Capitani artefici - dal 1º giugno all'8 giugno 1462 - e con la nuova nomina a doge di Lodovico, i rapporti d'odio tra i due cugini minarono in continuazione la popolazione genovese, divisa ora tra l'"arcivescovo Fregoso" e il "doge Fregoso". Ottenuta nuovamente da quest'ultimo la nomina alla massima carica dogale - la trentanovesima nella storia repubblicana - non rinunciò ancora al potere ecclesiastico e come per un qualsiasi condannato diede l'ordine d'arresto per il cugino Lodovico che fu condotto, strisciando, alla fortezza di Castelletto e rinchiuso per un determinato periodo. Oltre al danno dell'insensato arresto, Lodovico fu costretto a cedere inoltre la propria proprietà acquisita della stessa fortezza del Castelletto nelle mani del neo doge Paolo.
Nuovamente spodestato nell'aprile del 1464 dopo vari episodi discutibili - tra i quali viene ricordata la proposta di cacciare da Genova la famiglia Adorno con l'aiuto dei Fieschi o ancora le frequenti lotte intestine dei Fregoso - porteranno infine il Consiglio degli Anziani a richiamare nel territorio genovese e ligure la protezione della Signoria Sforzesca per quasi tredici anni (1464-1477), che si tramutò di fatto in una nuova dominazione milanese a Genova. Paolo Fregoso, esiliato, trovò rifugio a Mantova alla corte dei Gonzaga, assieme ai figlioletti Fregosino ed Alessandro, che qui ricevettero la prima educazione umanistica.
Nominato cardinale nel 1480, fu eletto per la terza e ultima volta quarantunesimo doge della Repubblica il 25 novembre del 1483. Una successiva ribellione dei Genovesi contro il potere di Paolo lo porteranno ad una spontanea fuga da Genova il 6 gennaio 1488; gli successe un'ulteriore dedizione verso gli Sforza. Nonostante il mantenimento della carica cardinalizia e arcivescovile su Genova, confermata nel 1496, fu costretto all'esilio forzato dalla stessa città e dai territori della Repubblica, che lo costrinsero a trovare rifugio in Piemonte, in Veneto e persino a Roma.
Nella città papale si trasferì l'8 dicembre del 1488 nella basilica dei Santi XII Apostoli e accompagnò papa Innocenzo VIII ad una visita ad Ostia il 15 novembre del 1489; nel 1490, il 10 agosto, fu nominato cardinale del titolo cardinalizio di San Sisto partecipando al conclave del 1492. 
Fino alla morte, avvenuta nel 1498, lottò senza successo contro la dominazione di Carlo VIII.

## Discendenza
Paolo Fregoso ebbe cinque figli, tra questi:
- Fregosino (1460-1512), uomo d'armi
- Alessandro (1462 ca.-1519 ca.), vescovo di Ventimiglia e uomo d'armi